# 茨城県立水戸南高等学校
茨城県立水戸南高等学校（いばらきけんりつみとみなみこうとうがっこう）は、茨城県水戸市白梅にある県立高等学校。

## 概要
茨城県内で唯一、全日制の課程と併設でない定時制の課程と通信制の課程を置いている。公立の広域通信制高校は全国で本校のみである。
定時制の課程と通信制の課程の双方とも「単位制による教育」であり、生徒は、必履修科目を除いて、科目を自由選択することができ、特に第2学年以上の生徒は、自分の興味や時間的な都合に合わせた時間割を作成して授業を受ける。
茨城県内における生涯学習の一翼を担うことが期待されており、自校の生徒に対する教育のほかにも積極的な活動を行っている。自校の生徒でない人へ向けた活動としては、地域住民に向けた高等学校開放講座として特別講座の開講や、NHK学園高等学校をはじめとする通信制の課程を置くいくつかの高等学校の協力校としての面接指導（スクーリング）などを行っている。
以前は硬式野球部が、定時制高校では全国で唯一、甲子園を目指して予選に出場していた。

## 沿革
- 1970年11月4日 - 開校準備。創立記念日。
- 1971年4月1日 - 学校が開校し、定時制の課程（夜間制）と通信制の課程をおく。
- 1991年1月10日 - 定時制の課程と通信制の課程の双方の修業年限がそれまでの4年から3年以上となる。定時制の課程が単位制による教育になる。定時制の課程に「昼間制」を新設する。
- 2004年 - 通信制の課程が単位制による教育となる。
- 2006年 - 通信制の課程を広域化した。

## 教育組織
定時制の課程と通信制の課程があり、どちらの課程も単位制による教育であり、修業年限（卒業までに要する最小の在学期間）は、3年以上である。

### 定時制の課程（単位制による教育）
- 普通科
  - 昼間制
  - 夜間制

### 通信制の課程（単位制による教育）
- 普通科
  - 日曜コース - 本校・協力校（茨城県立下妻第一高等学校）
  - 火曜コース
- ライフデザイン科 - 技能連携校（細谷高等専修学校）と合わせて在籍する者のみ。個別入学不可。

### 協力校
通信制の課程における面接指導を行う協力校に、茨城県立下妻第一高等学校がある。

### 技能連携校
- 細谷高等専修学校（設置者：学校法人細谷学園） - 高等課程に被服科（2010年からはライフデザイン科）を設置している。